# Protoaricia oerstedii
Protoaricia oerstedii är en ringmaskart som först beskrevs av Jean Louis René Antoine Édouard Claparède 1864.  Protoaricia oerstedii ingår i släktet Protoaricia och familjen Orbiniidae. Inga underarter finns listade i Catalogue of Life.